# Полна (река)
Полна — речка в Смоленской области, правый приток Сожа. Длина — 14 километров. Площадь водосбора — 75 км².
Начинается возле деревни Морачево Монастырщинского района Смоленской области. Общее направление течения на восток. На берегах Полны находятся деревни Морачево, Темники, Щелканово и Хатрусово, возле которой она впадает в Сож. Также на Полне было и несколько уже опустевших деревень.
В Полну впадает несколько ручьёв — Сорочка, Вилейка, Горюлька, а также безымянные.